# Mauricio Lemos
Lemos  Merladett est un nom espagnol. Le premier nom de famille, en général paternel, est Lemos ; le second, en général maternel, souvent omis, est Merladett.
Mauricio Lemos, né le 28 décembre 1995, est un footballeur uruguayen, qui évolue au poste de défenseur central au Vasco da Gama.

## Carrière en club

### Defensor Sporting
Natif de Rivera, Lemos effectue sa formation au Defensor Sporting. Il intègre l'équipe professionnelle le 6 janvier 2014. Il fait ses débuts en match officiel le 11 mai 2014, par une défaite à domicile 2-1 contre les Montevideo Wanderers.
Ne comptant que deux matchs au compteur pour sa première saison chez les pros, il intègre la sélection uruguayenne des moins de 20 ans lors de sa deuxième saison. Il participe avec l'Uruguay au championnat de la CONMEBOL des moins de 20 ans, puis dans la foulée à la Coupe du monde des moins de 20 ans. Il joue quatre matchs lors du mondial junior, en étant éliminé par le Brésil en huitièmes de finale.

### Rubin Kazan
Le 3 juillet 2015, Mauricio est prêté au club russe du FC Rubin Kazan, pour une année. Le 3 août, il joue les 90 minutes du match mais s'incline avec son équipe face au FK Spartak Moscou.
Après huit matchs disputés dont quatre en championnat, Lemos retourne dans son club en Uruguay.

### Las Palmas
Le 28 janvier 2016, Lemos est à nouveau prêté avec option d'achat mais cette fois-ci en Espagne, dans un club des îles Canaries, Las Palmas. Son premier match avec son nouveau club a lieu le 20 février, lorsqu'il remplace en seconde période Jonathan Viera, pour une nouvelle défaite 2-1 à domicile contre le FC Barcelone.
Il inscrit le premier but de sa carrière le 30 janvier 2016 face au Valencia CF. Il inscrit cinq buts en championnat cette saison là. Le 6 mai 2016, Mauricio Lemos signe un contrat de cinq années, effectif à partir de juillet.
Le 10 novembre 2017, il dispute son premier match avec l'équipe nationale d'Uruguay sous les ordres d'Óscar Tabárez, à l'occasion d'un match amical face à la Pologne.